# John Johnson (Komponist)
John Johnson (* um 1540; † 1594 in London) war ein englischer Lautenist und Komponist des elisabethanischen Zeitalters.

## Leben
Von 1579 bis zu seinem Tode war er Lautenist Königin Elisabeth der Ersten und gehörte ab 1581 der Königliche Kapelle an. Seine populäre Pavane The Flatt Pavin wurde von Jane Pickering als Bearbeitung für zwei Lauten herausgegeben. Die meisten seiner Werke, fast alle für Laute solo oder im Duett, sind Pavanen, Galliarden oder Bearbeitungen von volkstümlichen Melodien. Er war der Vater von Robert Johnson.
Eine Gesamtausgabe seiner Lautenmusik wurde von Jan W. J. Burgers herausgegeben.